# 東条町立東条西中学校
東条町立東条西中学校（とうじょうちょうりつ とうじょうにしちゅうがっこう）は、かつて兵庫県加東郡東条町（現：加東市）にあった公立中学校。

## 沿革
- 1947年4月1日 - 開校。
- 1948年3月 - 新校舎一部完成。
- 1950年5月 - 新校舎完全完成。
- 1955年3月31日 - 合併により、東条町立東条西中学校になる。
- 1964年3月31日 - 閉校し、東条町立東条中学校を新設。

## 学校概要
- 950坪の運動場があった。